# Женская сборная Австрии по гандболу
Женская сборная Австрии по гандболу — национальная сборная Австрии, выступающая на чемпионатах Европы и мира по гандболу среди женщин, а также на женских гандбольных турнирах Олимпийских игр. Управляется Федерацией гандбола Австрии. Бронзовый призёр чемпионата мира 1999 года и чемпионата Европы 1996 года. Участницы летних Олимпийских игр 1984, 1992, 2000 годов. 

## Результаты

### Олимпийские игры
- 1984 — 6-е место
- 1992 — 5-е место
- 2000 — 5-е место

### Чемпионаты мира
- 1957 — 6-е место
- 1986 — 12-е место
- 1990 — 5-е место
- 1993 — 8-е место
- 1997 — 11-е место
- 1999 —  3 место
- 2001 — 7-е место
- 2003 — 11-е место
- 2005 — 13-е место
- 2007 — 16-е место
- 2009 — 10-е место
- 2021 — 16-е место
- 2023 — 19-е место

### Чемпионаты Европы
- 1994 — 9-е место
- 1996 —  3 место
- 1998 — 4-е место
- 2000 — 12-е место
- 2002 — 9-е место
- 2004 — 10-е место
- 2006 — 10-е место
- 2008 — 15-е место
- 2024 — 14-е место